# 刻拉尼俄斯槽沟群
刻拉尼俄斯堑沟群(Ceraunius Fossae) 是火星塔尔西斯区北部的一组裂缝，位于大型火山亚拔山正南，它由许多平行的断层和古代高地地壳变形时产生的张力裂缝所组成。在某些地方，年轻的熔岩流覆盖了断裂地形，将其分割成数个大区块或岛屿，它们都可在塔尔西斯区中找到。
这些断层主要为南北走向的狭窄地堑，地堑(名称既可是单数，也可为复数)是由一条狭长的沟壑，以二侧内向切面为界，附着一块下陷地壳块的正断层。刻拉尼俄斯槽沟群中的地堑通常有数公里宽，深度在100米至略高于1000米之间且间隔很近，使该地区形成崎岖的山脊和沟壑地形。许多地堑长达数百公里，岩壁带有复杂扇形段，一些底部分布有链坑状凹陷(链坑)，表明存在表面层已陷落下去的深层拉伸裂缝。

## 名称来源
刻拉尼俄斯一词来自北纬19.78°、东经267°的反照率特征，由1930年希腊天文学家欧仁·米歇尔·安东尼亚第以古希腊(现今阿尔巴尼亚西南)伊庇鲁斯海岸的塞罗尼安山脉所命名；而“堑沟”(Fossa，复数'fossae')一词为拉丁语的“沟渠”，在行星地质学中用于描述狭长的凹陷或沟渠，1973年，国际天文学联合会正式采纳了“刻拉尼俄斯堑沟群”一词。

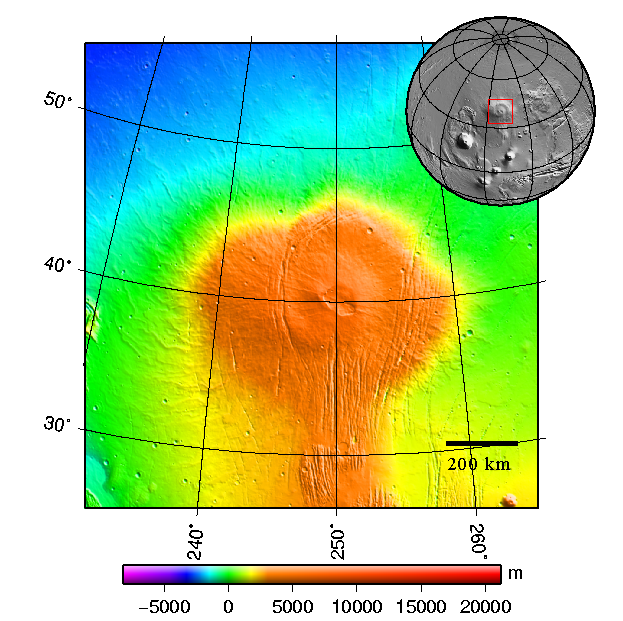
亚拔山和刻拉尼俄斯槽沟群位置和区域地形。刻拉尼俄斯岭是一条狭长的橙色区，从亚拨山向南延伸，形似一把手柄。

## 位置和大小
刻拉尼俄斯堑沟群绝大部分都位于塔尔西斯区北部，一部分向北延伸进阿卡迪亚区西南，在那里，堑沟群环亚拨山侧翼分叉，分别形成亚拨和坦塔罗斯堑沟群系统。该区域跨度从北纬18.9°延伸至北纬38°，左右从东经247°扩展至东经255°处，整个地貌南北长1137公里。
刻拉尼俄斯堑沟群位于一处高达1.5公里的宽阔山脊地形-称为刻拉尼俄斯岭上。该山脊从亚拨山南部边缘伸出，向南延伸超过1000公里，亚拨火山的南半部就坐落在这道山脊的北部延伸区上。

## 地质
刻拉尼俄斯堑沟群属于构造特征，表明行星岩石圈中存在应力。当应力超过岩石的屈服强度时，就会导致表面层变形，产生裂缝。典型的是，从轨道拍摄的图像中可以识别出这种变形明显表现为滑动断层。火星西半球的大部分构造特征都可由塔尔西斯隆起(高达7公里的巨大火山群，几乎覆盖了火星表面四分之一)的地壳变形来解释，有穹丘抬升、岩浆侵入和火山荷载(因火山体巨大的下垂重量而产生的变形)等。
刻拉尼俄斯堑沟群是地壳被撑开时产生的伸展构造特征。这些断缝呈南北走向，辐射到塔尔西斯南部区叙利亚高原火山构造活动的早期中心。包括地堑和裂谷群(rifts)在内的大量伸展构造，从塔尔西斯中心向外辐射。力学研究表明，辐射状地堑和裂谷群的区域模式与塔尔西斯隆起的巨大重量所导致的岩石圈荷载压力相一致。巨大的水手谷可能是最为人所知的裂谷系统，它就正对着塔尔西斯。刻拉尼俄斯堑沟群存在走向略微不同的数代地堑群，表明应力场已随着时间的推移发生了一些变化。

热辐射成像系统拍摄的刻拉尼俄斯堑沟群南部白昼图像

此外，拉伸应力除了产生正断层和地堑外，还可以产生能打通地下空隙的膨胀性裂缝或拉伸裂缝。从缺乏凸起边缘和周边没有喷射物毯的撞击坑中可区分出凹陷坑。在火星上，单个的凹陷坑可合并成链坑或带有扇状边沿的槽沟。。
也有证据表明，刻拉尼俄斯堑沟群中的一些地堑和凹陷链坑可能是由岩浆侵入形成的，后者形成了大型地下岩脉。岩浆的迁移利用或向上打开了地下的裂缝，在地表形成裂缝或凹陷链坑。
对凹陷坑和槽沟位置及形成机制的认识对未来的火星定居非常重要，因为地下裂缝可以用作水和冰的管道或水库。

## 图集

标注了主要特征的塔尔西斯区地图，刻拉尼俄斯槽沟群位于右上方。
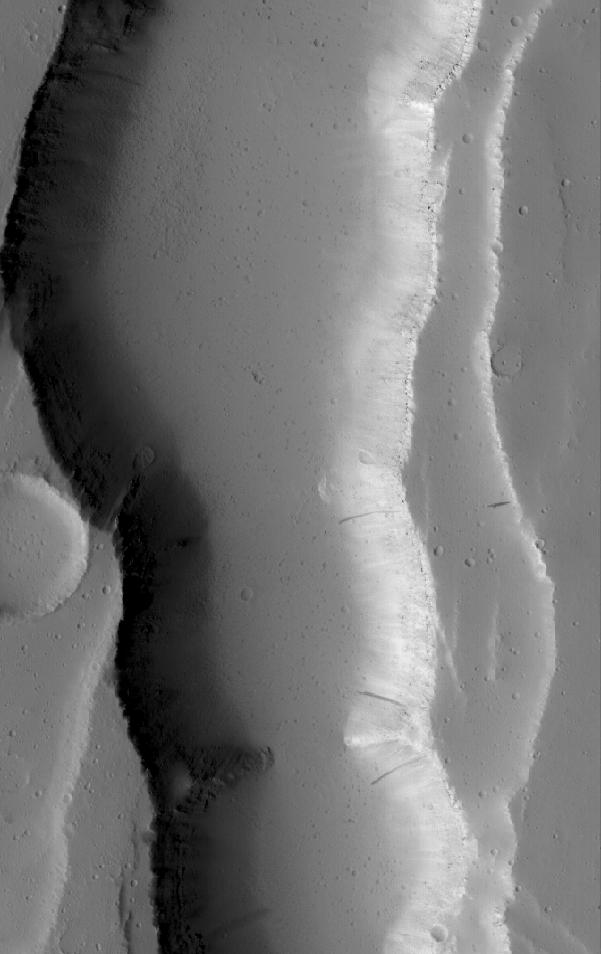
位于刻拉尼俄斯槽沟群中的地堑，火星全球探勘者号拍摄，注意深色的斜坡条纹。
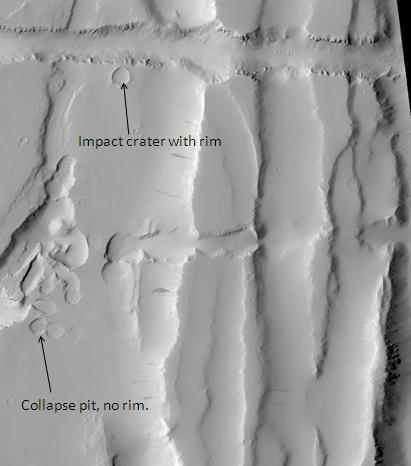
高分辨率成像科学设备看到的刻拉尼俄斯槽沟群
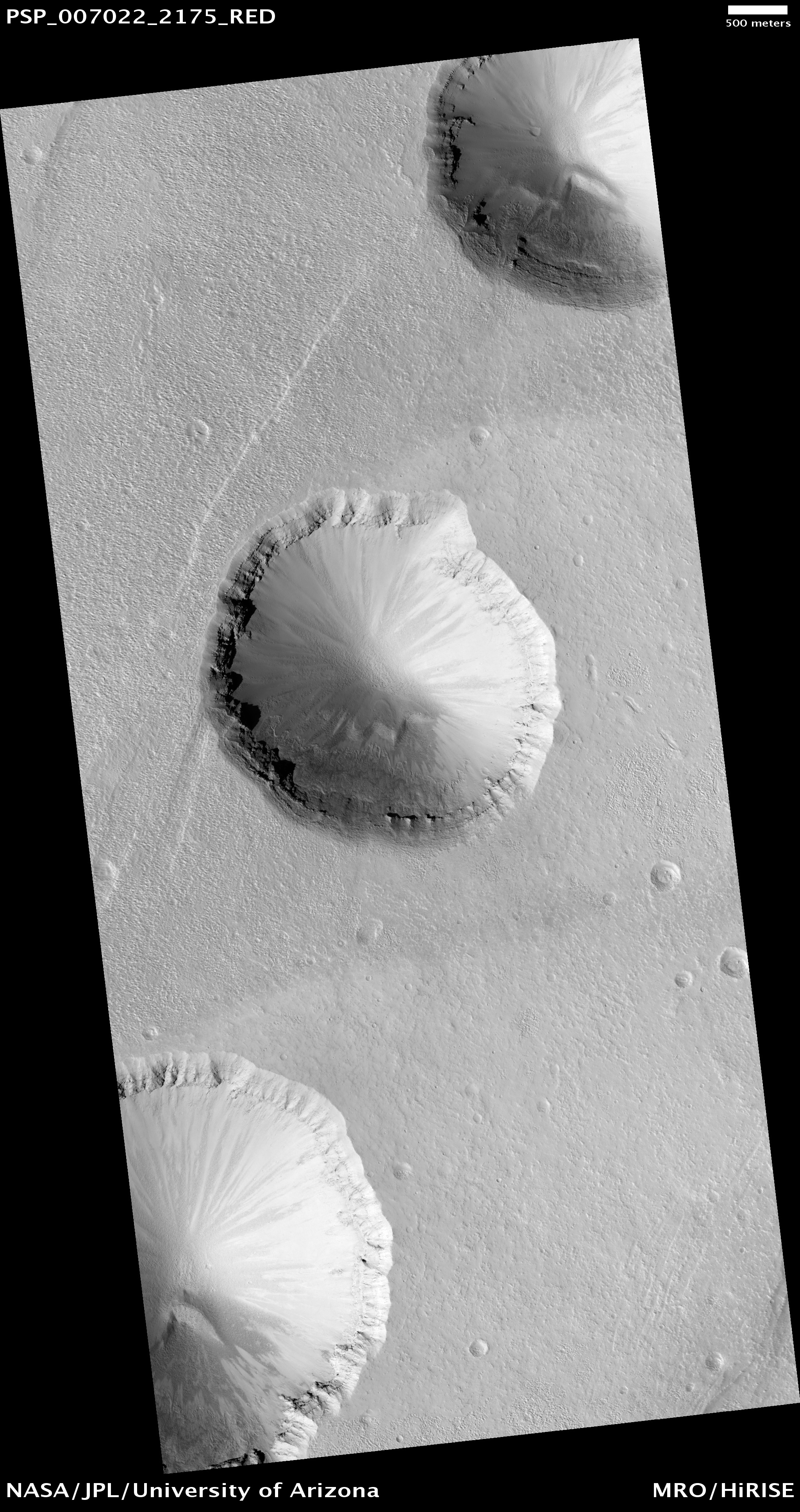
拉尼俄斯链坑状凹陷

## 另请参阅
- 亚拔山
- 堑沟
- 高分辨率成像科学设备
- 火星全球探勘者号
- 塔尔西斯
- 火星的火山活动